# Nupe (langue)
Pour les articles homonymes, voir Nupe.
Le nupe est une langue de la branche nupoïde des langues voltaïco-nigériennes, parlée par les Nupes dans le centre ouest du Nigeria, principalement dans l’État de Niger mais aussi dans l’État de Kwara, l’État de Kogi et le Territoire de la capitale fédérale du Nigeria.

## Écriture
L’écriture arabe adjami a été utilisée dans plusieurs manuscrits nupe au XIXe siècle.
Plusieurs orthographes latines ont utilisées pour l’écriture du nupe avec l’alphabet latin, avec quelques listes de vocabulaire durant la première moitiée du XIXe siècle. Samuel Ajayi Crowther a publié le premier syllabaire nupe ainsi que la traduction du Dix Commandements ou du Notre Père en 1864, ainsi que la traduction de l’Évangile selon Jean en 1877. Les missionnaires ont aussi publié un livre de lecture nupe, une traduction du catéchisme anglican ou l’Évangile selon Marc, Luc et Jean ainsi que le reste du Nouveau Testament dans les années 1880, utilisant les lettres et digrammes diacritées ‹ ẹ ọ š ž dž tš › et indiquant les voyelles nasales avec des digrammes ‹ an in un ›. La traduction des Psaumes, Enikozi, est publiée avec une orthographe différente en 1903, utilisant les lettres diacritées ‹ ẹ ọ š ž › et les voyelles nasales ‹ ã ĩ ũ ›. Une grammaire nupe est publiée en 1915 par Alexander Woods Banfield et J. L. Macintyre. L’orthographe de Banfield, avec ses lettres pointées ‹ ạ ọ ṣ ẓ › et ṇ après les voyelles nasales, est utilisée dans plusieurs ouvrages et traductions nupe, dont notamment la Bible de 1953. Une nouvelle orthographe est proposée par Hans Wolf en 1954, utilisant le tilde sur les voyelles nasales ‹ ã ẽ ĩ õ ũ › ou la lettre ŋ, pour le North Adult Education Office en collaboration avec l’Unesco, et sera utilisée dans plusieurs ouvrages d’alphabétisation dans les années 1950. En 1978, le ministère de l’Éducation met en place le Nupe Language Project Committee (NLPC) qui adopte et publie un nouvel alphabet utilisant le ạ et les digrammes ‹ in un › comme voyelles nasales ainsi que les digrammes ‹ dz gb kp sh ts zh › en 1980. Une modification de cet alphabet remplaçant le ạ par le digramme an est proposé dans Orthographies of Nigerian Languages en 1985.
| A a | An an | B b | C c   | D d   | Dz dz | E e | F f | G g | Gb gb | H h   |
| I i | In in | J j | K k   | Kp kp | L l   | M m | N n | O o | P p   | R r   |
| S s | Sh sh | T t | Ts ts | U u   | Un un | V v | W w | Y y | Z z   | Zh zh |